# Don Lorenzo Hubbell
Pour les articles homonymes, voir Hubbell.
John Lorenzo Hubbell, surtout connu sous le nom de Don Lorenzo Hubbell, est un marchand et homme politique américain né le 27 novembre 1853 dans le comté de San Miguel, dans le territoire du Nouveau-Mexique, et mort le 12 novembre 1930 à Ganado, en Arizona. À la tête de plusieurs postes de traite, il est un temps membre du Sénat de l'Arizona.